# 100 lat w kinie
100 lat w kinie – film dokumentalny Pawła Łozińskiego, oparty na pomyśle Krzysztofa Kieślowskiego, zrealizowany w 1995 z okazji 100 lat kina. 

## Opis filmu
Na dokument ten składa się spory zbiór wypowiedzi rozmaitych osób – kinomaniaków (zarówno dorosłych w różnym wieku, jak również dzieci) na temat filmów – wybitnych, ważnych, zapomnianych (oczywiście z subiektywnego punktu widzenia), a także oczekiwań od kina, wymagań stawianych przez widzów twórcom filmu. Wypowiadają się też znawcy kina.
Film ten to swoista wędrówka po historii kina polskiego i światowego – od jego początków do filmu współczesnego, od niemego filmu Meir Ezofowicz Józefa Ostoi-Sulnickiego po Psy Władysława Pasikowskiego.
Wspomina się m.in. takie produkcje, jak:Trędowata, Halka, Kanał, Popiół i diament, Zezowate szczęście, Żywot Mateusza, Rejs, Barwy ochronne, Amator czy Przypadek.